# Hortense Flexner
Hortense Flexner (12 avril 1885 - 28 septembre 1973) est un écrivain et poète des États-Unis, née et décédée à Louisville, dans l’État du Kentucky.

## Biographie
Elle est l'un des cinq enfants de Jacob Flexner, pharmacien, et de Rosa Maas. Son frère Morris et ses trois sœurs, Carolin, Alice, et Jennie Maas Flexner s'illustreront chacun dans des domaines variés. Sa famille était bien établie à Louisville, et comptait dans ses rangs des personnalités reconnues: citons deux oncles d'Hortense Flexner, Abraham Flexner, enseignant et réformateur des méthodes d'enseignement de la médecine, ou Simon Flexner, savant et bactériologiste, directeur de l'Institut Rockefeller (Rockefeller Institute for Medical Research).
Hortense Flexner commence d'ailleurs sa scolarité à la Flexner School, fondée par Abraham Flexner, puis poursuit ses études au Bryn Mawr College et à l'université du Michigan. 
De 1912 à 1919, elle travaille comme journaliste et rédactrice au Louisville Herald. Elle défend des positions en faveur de la promotion de la femme, et notamment en faveur du droit de vote. C'est à cette époque qu'elle rencontre Wyncie King avec qui elle se marie. King est connu comme dessinateur, illustrateur et caricaturiste, en particulier dans le Saturday Evening Post. 
Hortense Flexner devient ensuite enseignante à l'université du Michigan, puis au Bryn Mawr College et au Sarah Lawrence College. 
En 1961, Wyncie King meurt au cours d'un voyage en Grèce. Hortense Flexner se retire dans sa ville natale jusqu'à sa mort en 1973.

## Œuvre
La carrière d'écrivain d'Hortense Flexner débute véritablement en 1919, quand la Société Poétique d'Amérique (Poetry Society of America) récompense son poème «Mask of Soldiers ». En 1920, paraît son premier recueil, Clouds and cobblestons. Il sera suivi de This Stubborn Root en 1930, puis en 1943 de North Window and Other Poems. En 1963, elle fait paraître un court recueil, Poems, dans lequel figurent des « Poems for Sutton Island », consacrés  à la petite île au large du Maine dans laquelle elle résidait régulièrement. En 1963 paraît à Londres une anthologie de ses poèmes. En 1969 Marguerite Yourcenar propose une présentation critique de son œuvre et une traduction de poèmes choisis. 
Hortense Flexner a également écrit des livres pour enfants, illustrés par son mari, ainsi que des pièces de théâtre. Elle était membre de la Société poétique d'Amérique et du Phi Beta Kappa. 
Auteur discret et confidentiel, Hortense Flexner collaborait toutefois aux magazines ou revues les plus prestigieux: Poetry, The New Yorker, Vanity Fair, Harper's... 
En 1971, elle est faite docteur honoris causa par l'université de Louisville pour sa contribution à la poésie américaine.
Marguerite Yourcenar, d'après le témoignage de Marie-Claire Blais, voyait en elle un écrivain injustement méconnu ; elle l'interpella un jour en ce sens : « vous êtes, Hortense, avec Elizabeth Bishop et Marianne Moore qui sont des êtres aussi discrets que vous, un grand poète de votre génération et la France, l'Europe doivent vous découvrir »

## Caractéristiques de l'œuvre
L'œuvre poétique d'Hortense Flexner se caractérise par un jugement souvent sombre porté sur son époque et sur l'action de l'homme et, en contrepoint, une attention passionnée pour la nature et une vie dépouillée et quasi élémentaire. Métaphores scientifiques et perspectives métaphysiques assurent alors une rencontre paradoxale entre rationalisme et mystique. 
Marguerite Yourcenar associe l'art d'Hortense Flexner à celui du haïku « capturant en quelques mots le « Ah ! » des choses »  et plus encore aux « grands maîtres du Tao et du Zen authentique, au goût prononcé de ces derniers pour les surfaces usées, rendues polies ou au contraire rugueuses par le passage du temps, pour les substances supportant patiemment l'action des éléments et finissant, dirait-on, à force d'humilité et d'épreuves, à acquérir une qualité quasi-spirituelle tout en restant fermement matière. » . 
Lue ainsi, la poésie d'Hortense Flexner devient une forme d'apprentissage, celui d'une manière d'être au monde : 
« Seuls, à peu d'exceptions près, quelques photographes de génie persistent dans la ligne qui fut celle d'Albert Dürer ou des peintres chinois de la grande époque, contemplant d'un œil lavé de tout préjugé et de tout orgueil humain un coin de terre où croissent des herbes folles ou les traces d'un oiseau sur la neige. Les poèmes consacrés aux paysages de Sutton ont quelque chose de cette netteté plus insolite que tous les songes, pour nous à qui rien n'est devenu plus étranger que le réel ».

## Extraits
Question (traduction Marguerite Yourcenar)

Se pourrait-il que nos millions d'années
Ne soient qu'un malchanceux matin
Dans l'atelier de Dieu ?
Un jour où le matériau s'avéra trop médiocre ?
Se pourrait-il que toute notre angoisse
Ne fût que Sa main passée avec lassitude sur Son front,
Et que notre sang et nos sueurs millénaires
Ne soient que ces mots tombés de Ses lèvres :
« Il aurait peut-être fallu s'y prendre autrement. »
Mer démontée (traduction Marguerite Yourcenar)

Les yeux humains
Aux aguets sur la falaise, dans la frêle cabane
Qui, à l'encontre du granit,
N'absorbe pas le choc de l'océan frappant à son heure,
Voient ce que le langage ne peut exprimer :
Le signe
D'un amour effréné
(Pour nous fureur)
Qui mit en marche les planètes d'or dans leurs orbites
et la respiration des hommes.

## Éléments bibliographiques
- Marguerite Yourcenar, Présentation critique d'Hortense Flexner suivie d'un choix de Poèmes, Gallimard, 1969.

- Achmy Halley, Marguerite Yourcenar en poésie. Archéologie d'un silence, Rodopi, 2005